# Nhacra
Nhacra är en ort i Guinea-Bissau. Den ligger i Oioregionen i den centrala delen av landet, 13 km norr om huvudstaden Bissau. Folkmängden uppgår till cirka 1 700 invånare.